# Tormenta de citoquinas
Una tormenta de citoquinas o tormenta de citocinas, también llamada hipercitoquinemia,  es una reacción inmunitaria defensiva potencialmente mortal que consiste en una retroalimentación positiva entre las citocinas y las células inmunitarias. Normalmente, las citoquinas forman parte de la respuesta inmunitaria del cuerpo a la infección, pero su liberación repentina en grandes cantidades puede causar insuficiencia orgánica multisistémica y la muerte.

## Síntomas
Los principales síntomas son la fiebre elevada, la inflamación, el enrojecimiento, la fatiga extrema y las náuseas.

## Mecanismo de acción
Cuando el sistema inmunitario reacciona contra agentes patógenos, las citocinas dirigen a las células inmunitarias (como el Linfocito T y el macrófago) al sitio de la infección. Adicionalmente, las citocinas incitan a dichas células para que produzcan más citocinas. Se piensa que las citocinas inflamatorias interleucina (IL)-1, interleucina-6, están asociadas a los síntomas comunes de infección, fiebre, retención de fluidos y dolor de cabeza, siendo problemático cuando la IL-6 y la IL-10 rompen la transición natural de la inflamación y posterior recuperación. Todo este círculo inmunitario se mantiene bajo control. Sin embargo, en algunos casos, la reacción es incontrolable y deriva en un síndrome grave.

## Causas
La causa precisa de esta afección no está clara, pero puede estar ocasionada por una respuesta exagerada del sistema inmunitario cuando encuentra un agente patógeno altamente peligroso. 
Esta afección causa daños importantes en los órganos y sistemas del cuerpo humano. Si se da en los pulmones, los fluidos y las células inmunitarias (como los macrófagos) pueden llegar a acumularse y, en última instancia, obstruir las vías respiratorias, con resultado de muerte.
Asimismo, la tormenta de citocinas es una expresión sistémica de un sistema inmunitario vigoroso y sano, que tiene como resultado la liberación de más de 150 mediadores inflamatorios (citocinas, radicales libres de oxígeno y factores coagulantes).

## Acción en las pandemias
Se cree que la tormenta de citocinas es la causante del gran número de muertes ocurridas en 1918 por la pandemia de gripe (gripe española), donde los adultos jóvenes resultaron las principales víctimas. Unos estudios preliminares realizados en Hong Kong indicaron que esta fue, probablemente, la principal causa de mortalidad durante la epidemia del SARS del 2003, al igual que el COVID-19 (causante del virus SARS-CoV-2) . Las muertes humanas por causa de la gripe aviar H5N1 y las muertes en México durante la Pandemia del 2009, usualmente conllevan este padecimiento.

## Pruebas clínicas del TGN1412
En marzo del 2006, seis hombres que recibieron un fármaco experimental conocido como TGN1412 sufrieron síntomas extremos parecidos a los de una tormenta de citocinas. Este efecto es único en los humanos, ya que en pruebas realizadas con monos a dosis más elevadas, no se produjo este trastorno inmunológico. 
Se esperaba que el TGN1412 sirviera para tratar afecciones inflamatorias, como la artritis reumatoide, la esclerosis múltiple (causada por una reacción autoinmunitaria) y enfermedades sanguíneas como la leucemia. Fue diseñado para estimular la molécula CD28 de las células sanguíneas (específicamente de los linfocitos T).

## OX40 IG
Una investigación del 2003, publicada en el Journal of Experimental Medicine por el Colegio Imperial de Londres demuestra la posibilidad de prevenir una tormenta de citocinas por medio de la inhibición o desactivación de respuesta por parte de los linfocitos T. Unos días después de que estos son activados, producen una molécula biológica llamada OX40, una "señal de supervivencia" que mantiene trabajando a los linfocitos T en el lugar de la inflamación durante la infección (p. ej. gripe o agentes patógenos). 
El OX40 se une a los receptores de los linfocitos T, evitando la muerte y el consecuente incremento en la producción de citocinas. Una proteína combinada, la OX40-inmunoglobina - OX40-Ig (creada por el hombre), reduciendo la respuesta de los linfocitos T. 
Los experimentos realizados con ratones han demostrado que el OX40-Ig puede reducir los síntomas asociados a una reacción excesiva, mientras que el sistema inmunitario permanece activo contra el virus. Mediante el bloqueo del receptor OX40 en los linfocitos T, los investigadores pueden evitar el desarrollo de los síntomas, derivados de la gripe, en la experimentación con los ratones. Publicaron estos resultados en la revista científica New Scientist. El fármaco, creado por la compañía Xenova Research (adquirida por Celtic Pharma en septiembre del 2005), supuso el inicio de las pruebas clínicas (Fase I) en 2004, aunque se desconoce el estado actual de la investigación.

## Inhibidores ECA y bloqueadores del receptor de la angiotensina II
El sistema renina-angiotensina está implicado en la mediación de la tormenta de citocinas, lo cual sugiere un potencial beneficio para los inhibidores de la ECA y los bloqueadores del receptor de la angiotensina II (BRA). Asimismo, la ECA está implicada en patologías inflamatorias pulmonares.

## Corticosteroides
Frecuentemente utilizados para tratar a pacientes que experimentan una tormenta de citocinas asociada a un SDRA, los corticosteroides y los AINE han sido evaluados en pruebas clínicas y no han mostrado alteraciones en la actividad pulmonar.

## Antioxidantes
Datos preliminares de pruebas clínicas que involucran a pacientes con SDRA y con sepsis inducida, han mostrado una reducción de los daños orgánicos y una mejora en las posibilidades de vida (las posibilidades en el SDRA son del 60 %, aproximadamente) después de administrar o regular una variedad de radicales libres (antioxidante).